# Oliver Köhr

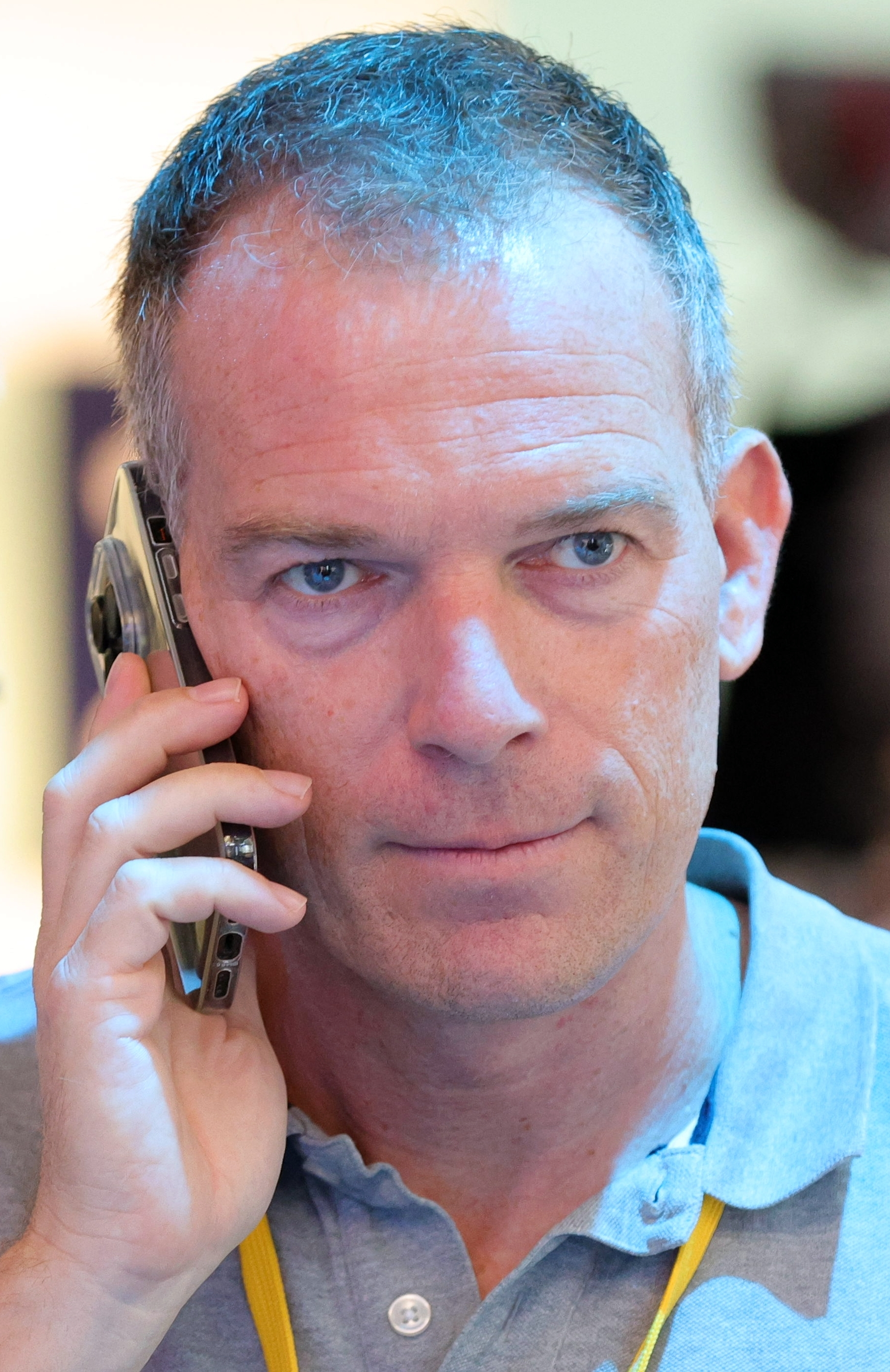
Oliver Köhr, 2024

Oliver Köhr (* 1976 in Halle (Westf.)) ist ein deutscher Journalist und Fernsehmoderator. Von Januar 2019 bis Ende April 2021 war er stellvertretender Leiter des ARD-Hauptstadtstudios sowie stellvertretender Chefredakteur Fernsehen. Seit 1. Mai 2021 ist Köhr ARD-Chefredakteur sowie Koordinator für Politik, Wirtschaft und Gesellschaft.

## Laufbahn
Bis zum Abitur im Jahr 1996 am Kreisgymnasium Halle arbeitete er als freier Mitarbeiter für das Haller Kreisblatt. Köhr studierte an der Universität Leipzig Politik und Journalistik und beendete das Studium mit einem Diplom-Abschluss. Während des Studiums arbeitete er beim Uniradio mephisto 97.6. Anschließend volontierte er beim MDR. Nach einer Station als Redakteur und Moderator beim MDR Hörfunk wechselte er als Planer und Chef vom Dienst zu MDR Aktuell.
Von 2008 bis 2011 war er als Studioleiter des MDR Fernsehen im ARD-Hauptstadtstudio tätig. Seit Januar 2012 ist er Korrespondent der Fernsehgemeinschaftsredaktion im ARD-Hauptstadtstudio. Im Januar 2019 folgte er Thomas Baumann als stellvertretender Leiter des ARD-Hauptstadtstudios sowie stellvertretender Chefredakteur Fernsehen nach.
Zum 1. Mai 2021 übernahm Köhr die Nachfolge von Rainald Becker als ARD-Chefredakteur. Seinen Stellvertreterposten im ARD-Hauptstadtstudio übernahm Matthias Deiß.

## Kritik
In einem Interview mit der Zeit warf Journalist Thilo Mischke Köhr vor, ihn gefragt zu haben, ob denn noch „was rauskommen könne“. Mischke sei sich sicher, dass damit eine mögliche Vergewaltigung gemeint sei und bezeichnete das Gespräch als unprofessionell. Köhr dementierte das.